# Табаков Олег Павлович
Оле́г Па́влович Табако́в (рос. Оле́г Па́влович Табаков; 17 серпня 1935, Саратов, РРФСР, СРСР — 12 березня 2018, Москва, Росія) — радянський і російський актор театру і кіно, театральний режисер і педагог. Народний артист СРСР (1988). Академік Академії мистецтв Росії (2000). Лауреат Державної премії СРСР (1967), Державної премії Росії (1997), Премії мера Москви (1997), Премії імені К. С. Станіславського (1997).

## Біографія
Народився в родині лікаря. Закінчив школу-студію МХАТу в 1957 році. Знімався в кіно з 1957 року до 2017 року включно, всього зіграв у більш ніж 120 фільмах.  З 1957 до 1983 року працював у театрі «Современник», з 1983 року — у МХАТі, художній керівник з 2000 року. Засновник і художній керівник Московського театру під керівництвом Олега Табакова («Табакерка») (1987-2018). З 1973 року займався також викладацькою діяльністю. У 1992 році заснував Літню школу імені К. С. Станіславського в Бостоні (США).

## Фільмографія
- «Люди на мосту»
- «Чисте небо»
- «Гори, гори, моя зірко»
- «12 стільців»
- «Звичайна історія»
- «Сімнадцять миттєвостей весни» — Шеленберг
- «Війна і мир»
- «Незакінчена п'єса для механічного піаніно»
- «Москва сльозам не вірить»
- «Людина з бульвару Капуцинів»
- «Езоп»
- «Сирота казанська»
- «Московські канікули»
- «Єсенін»
- «Статський радник»
- 2002: «Леді на день»

та іних.
Грав в українських кінокартинах:
- «Хвилі Чорного моря» (1975, т/ф, 4 с, батько)
- «Каштанка» (1975, т/ф, клоун)
- «Бірюк» (1977, Берсенєв)
- «Д'Артаньян і три мушкетери» (1978, т/ф, 3 с, Людовик XIII)
- «Напередодні прем'єри» (1978, Микола Миколайович Патов)
- «Польоти уві сні та наяву» (1982, Микола Павлович)
- «Петля» (1983, т/ф, 3 с, Меншутін)
- «Якщо можеш, прости…» (1984)
- «Поцілунок» (1983, т/ф, бригадний генерал)
- «Мистецтво жити в Одесі» (1989, Цудечкіс)
- «Три історії» (1997, новела «Дівчинка і смерть»).

Озвучував мультфільми: «Бобик в гостях у Барбоса», «Троє з Простоквашино», «Канікули в Простоквашино», «Їжачок плюс черепаха», «Вовк і теля», «Зима в Простоквашино», «Гарфілд», «Ілля Муромець і Соловей-розбійник» та багато інших. Олег Табаков є улюбленим актором Едуарда Успенського. Саме тому йому довірили озвучувати кота Матроскіна. Мультиплікатор Марина Восканьянц намалювала кота з Простоквашино, почувши голос Табакова.

## Родина
Мати — Марія Андріївна Березовська (до шлюбу Піонтковська) була радіологом. Її батьками були поляк-землавласник з помістям у Балтському повіті Подільської губернії Андрій Францович Піонтковський та українка Ольга Терентіївна.

## Позиція щодо України та українців
- 11 березня 2014 року підписав листа на підтримку політики президента Росії Володимира Путіна щодо російської військової інтервенції в Україну.[12].
- У вересні 2014 року Табаков також заявляв, що Крим не має жодного стосунку до України, докоряючи українцям за дискусії щодо цього питання:[13][14]

| «Та все склалось справедливо. Якби наші українські брати були би розумнішими, вони не стали би дискутувати на цю тему. Навпаки, треба було сказати: «Пробачте нас, ради Бога! Ми на халяву купилися». Оскільки жодного стосунку Крим до України залежної та незалежної не має.»Оригінальний текст (рос.) [«Но все вышло справедливо. Если бы наши украинские братья были бы разумнее, они не стали бы дискутировать на эту тему. Наоборот, надо было сказать: «Простите нас, Христа ради! Мы на халяву купились». Потому что никакого отношения Крым к Украине залэжной и незалэжной не имеет.»] Помилка: [undefined] Помилка: {{Lang}}: немає тексту (допомога): текст вже має курсивний шрифт (допомога) |
- У липні 2015 року на російському телеканалі Рен ТВ Табаков назвав українців «темними та неграмотними», «вбогими» та такими, що відстають від росіян:[15][16][17].

| Вони і так не дуже просвітлені. Як бабуся в серцях казала: «Та плюнь ти на них. Це ж темні та неграмотні народи...» Я жалію їх, розумієте? Вони в певному розумінні вбогі. А тепер я геть сакраментальну думку вам скажу: біда ж справжня полягає в тому, що у всі часи їхні найкращі представники інтелекту, літератури - вони в порівнянні з росіянами були десь на другий чи третій позиції. Мені ніяково за них. Становища не виправити.Оригінальний текст (рос.) Они и так не очень просветленные. Как бабушка в сердцах говорила: «Та плюнь ты на них. Это ж тэмни та нэграмотни люды... Я жалею их, понимаете? Они в каком-то смысле убогие. А сейчас я совсем такую сакраментальную мысль вам скажу: беда же настоящая заключается в том, что во все времена их лучшие представители интеллекта, литературы – они по сравнению с русскими были где-то на второй или третьей позиции. Мне неловко за них. Положения не исправишь.» |
| «Я махнув рукою (на українців), незважаючи на те, що у мене одна чверть крові українська.»Оригінальний текст (рос.) [«Я махнул рукой (на украинцев) , несмотря на то, что у меня одна четверть крови украинская.»[17]] Помилка: [undefined] Помилка: {{Lang}}: немає тексту (допомога): текст вже має курсивний шрифт (допомога) |

## Смерть
Помер 12 березня 2018 року на 82 році життя після важкої тривалої хвороби у Москві. Артист кілька місяців перебував у лікарні: в кінці грудня Табакова ввели у штучну кому, а з січня підключили до апарату штучної вентиляції легенів. Церемонія прощання відбулася 15 березня на історичній сцені МХТ ім. Чехова, артиста поховали на Новодівичому кладовищі Москви.